# Наупліус

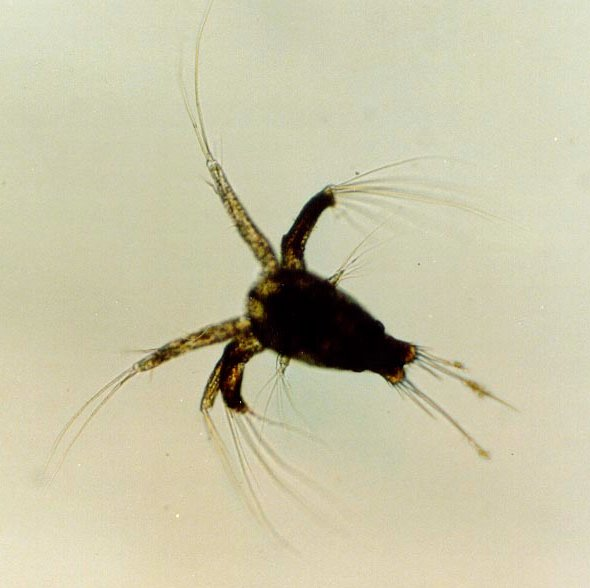
Наупліус креветки

Наупліус (грец. náuplios — тварина з панциром) — планктонна личинка багатьох ракоподібних. Це перша личинкова стадія, яка з’являється з яйця.
Тіло несегментоване, овальної або трикутної форми. Є верхня губа, кишковий канал, нервова система з надглотковим та підглотковим нервовим вузлом, три пари придатків: попереду ротового отвору — нерозгалужені, позаду — розгалужені. У дорослих особин вони перетворюються відповідно на антенули, антени та верхні щелепи. За допомогою придатків личинка плаває. На передній верхній частині тіла знаходиться просте непарне око (наупліальне око). Стадія наупліуса є важливою таксономічною ознакою, яка допомагає класифікувати ракоподібних, що внаслідок специфічного способу життя втратили основні ознаки класу. Наупліус не харчується, він живиться запасами жовтка яєць.
Наупліуси є важливою складовою зоопланктону, слугують їжею для багатьох видів тварин.